# Taxilejeunea tenera
Taxilejeunea tenera là một loài Rêu trong họ Lejeuneaceae. Loài này được (Sw.) Stephani mô tả khoa học đầu tiên năm 1913.